# 휘닉스스프링스
휘닉스스프링스는 휘닉스스프링스 멤버쉽 골프클럽을 운영하는 대한민국의 기업으로, 보광그룹 계열사이다.